# Андзіро
Андзіро, Ядзіро, Паулу ді Санта-Фе (порт. Paulo de Santa Fé, Павло Святої Віри) (народився близько 1510 року в Японії — помер близько 1550 року, теж там) — японець з провінції Сацума, Японія. Самурай. Вважається першим японським католиком, який прийняв хрещення з рук святого Франциска Ксав'єра.

## Життєпис
Біографічні відомості про життя Андзіро відомі з творів португальського мандрівника і письменника Фернана Мендіша Пінту. Згідно цьому, дехто Ядзіро\Андзіро після скоєння вбивства в Японії разом з ним втік до в португальської Малакки. Там у грудні 1547 року познайомився з католицьким місіонером, представником ордену єзуїтів Франциском Ксав'єромєм, який після знайомства з ним вирішив їхати на місію до Японії. Став його особистим перекладачем на японську разом з іншими двома земляками що прибули 27 липня 1547 в порт Кагосіма. Після зішестя на берег 15 серпня 1547 р. до жовтня 1550 року Франциск Ксав'єр проживав в родині Андзіро. Тоді прийняв хрещення з рук Франциска Ксаверія з ім'ям Паулу де Санта-Фе. Разом з Андзіро хрещення також взяли близько ста його родичів котрі стали першою християнською\католицькою громадою в Японії.
Точна дата його смерті невідома. Скоріш за все близько 1550 році.